# Cardáci
Cardáci (em grego: Καρδάκι) ou Kardáki é uma vila cretense da unidade regional de Retimno, no município de Amári, na unidade municipal de Sivrítos, ca. 43 km da cidade de Retimno. Segundo censo de 2011, têm 31 habitantes. Na vila há a igreja bizantina de Astrátigos. Próximo a ela estão as vilas de Vrissés e Gourgoutoi, esta última já quase abandonada.